# Žákovice
Žákovice (in tedesco Zakowitz) è un comune della Repubblica Ceca facente parte del distretto di Přerov, nella regione di Olomouc.